# Culicoides molestus
Culicoides molestus är en tvåvingeart som först beskrevs av Frederick Askew Skuse 1889.  Culicoides molestus ingår i släktet Culicoides och familjen svidknott. Inga underarter finns listade i Catalogue of Life.